# 1729 na ciência

## Nascimentos
| Data           | Nome                          | Profissão                          | Nacionalidade    | Observações | Ref |
| -------------- | ----------------------------- | ---------------------------------- | ---------------- | ----------- | --- |
| 12 de janeiro  | Edmund Burke                  | filósofo                           | Reino da Irlanda | m. 1797     |     |
| 11 de novembro | Louis Antoine de Bougainville | navegador, membro da Royal Society | Reino da França  | m. 1811     |     |

## Mortes
| Data        | Nome            | Profissão | Nacionalidade | Observações | Ref |
| ----------- | --------------- | --------- | ------------- | ----------- | --- |
| 5 de agosto | Thomas Newcomen | inventor  | Inglaterra    | n. 1664     |     |